# Guy-Marcelin Kilama
Guy-Marcelin Kilama Kilama (Douala, 30 maggio 1999) è un calciatore camerunese, difensore dell'Hatayspor.

## Carriera

### Club
Cresciuto nel settore giovanile del Niort, debutta in prima squadra il 3 agosto 2018, in occasione dell'incontro di Ligue 2 vinto per 4-2 contro il Clermont Foot.

### Nazionale
Nel 2019 ha giocato un incontro con la nazionale camerunese Under-23.
Nel 2024 ha esordito in nazionale maggiore.

## Statistiche

### Presenze e reti nei club
Statistiche aggiornate al 26 novembre 2022.
| Stagione        | Squadra         | Campionato      | Campionato | Campionato | Coppe nazionali | Coppe nazionali | Coppe nazionali | Coppe continentali | Coppe continentali | Coppe continentali | Altre coppe | Altre coppe | Altre coppe | Totale | Totale |
| Stagione        | Squadra         | Comp            | Pres       | Reti       | Comp            | Pres            | Reti            | Comp               | Pres               | Reti               | Comp        | Pres        | Reti        | Pres   | Reti   |
| --------------- | --------------- | --------------- | ---------- | ---------- | --------------- | --------------- | --------------- | ------------------ | ------------------ | ------------------ | ----------- | ----------- | ----------- | ------ | ------ |
| 2017-2018       | Niort 2         | N3              | 3          | 0          |                 | -               | -               |                    | -                  | -                  |             | -           | -           | 3      | 0      |
| 2018-2019       | Niort 2         | N3              | 7          | 0          |                 | -               | -               |                    | -                  | -                  |             | -           | -           | 7      | 0      |
| 2019-2020       | Niort 2         | N3              | 5          | 0          |                 | -               | -               |                    | -                  | -                  |             | -           | -           | 5      | 0      |
| 2021-2022       | Niort 2         | N3              | 1          | 0          |                 | -               | -               |                    | -                  | -                  |             | -           | -           | 1      | 0      |
| Totale Niort 2  | Totale Niort 2  | Totale Niort 2  | 16         | 0          |                 | -               | -               |                    | -                  | -                  |             | -           | -           | 16     | 0      |
| 2018-2019       | Niort           | L2              | 2          | 0          | CF+CdL          | 0               | 0               |                    | -                  | -                  |             | -           | -           | 2      | 0      |
| 2019-2020       | Niort           | L2              | 14         | 1          | CF+CdL          | 0+1             | 0               |                    | -                  | -                  |             | -           | -           | 15     | 1      |
| 2020-2021       | Niort           | L2              | 31+2       | 0          | CF              | 1               | 0               |                    | -                  | -                  |             | -           | -           | 34     | 0      |
| 2021-2022       | Niort           | L2              | 19         | 0          | CF              | 0               | 0               |                    | -                  | -                  |             | -           | -           | 19     | 0      |
| 2022-2023       | Niort           | L2              | 14         | 0          | CF              | 1               | 0               |                    | -                  | -                  |             | -           | -           | 15     | 0      |
| Totale Niort    | Totale Niort    | Totale Niort    | 80+2       | 1+0        |                 | 3               | 0               |                    | -                  | -                  |             | -           | -           | 85     | 1      |
| Totale carriera | Totale carriera | Totale carriera | 98         | 1          |                 | 3               | 0               |                    | -                  | -                  |             | -           | -           | 101    | 1      |